# Autoportrait (Dou)
Pour les articles homonymes, voir Autoportrait (homonymie).
Autoportrait est une peinture précieuse (Fijnschilderei) réalisée en 1665 par le peintre hollandais Gerrit Dou. On y voit l'artiste au sommet de sa gloire, tenant une palette et entouré d'objets d'atelier. Le tableau fait partie de la collection du Metropolitan Museum of Art, à New York.

## Description

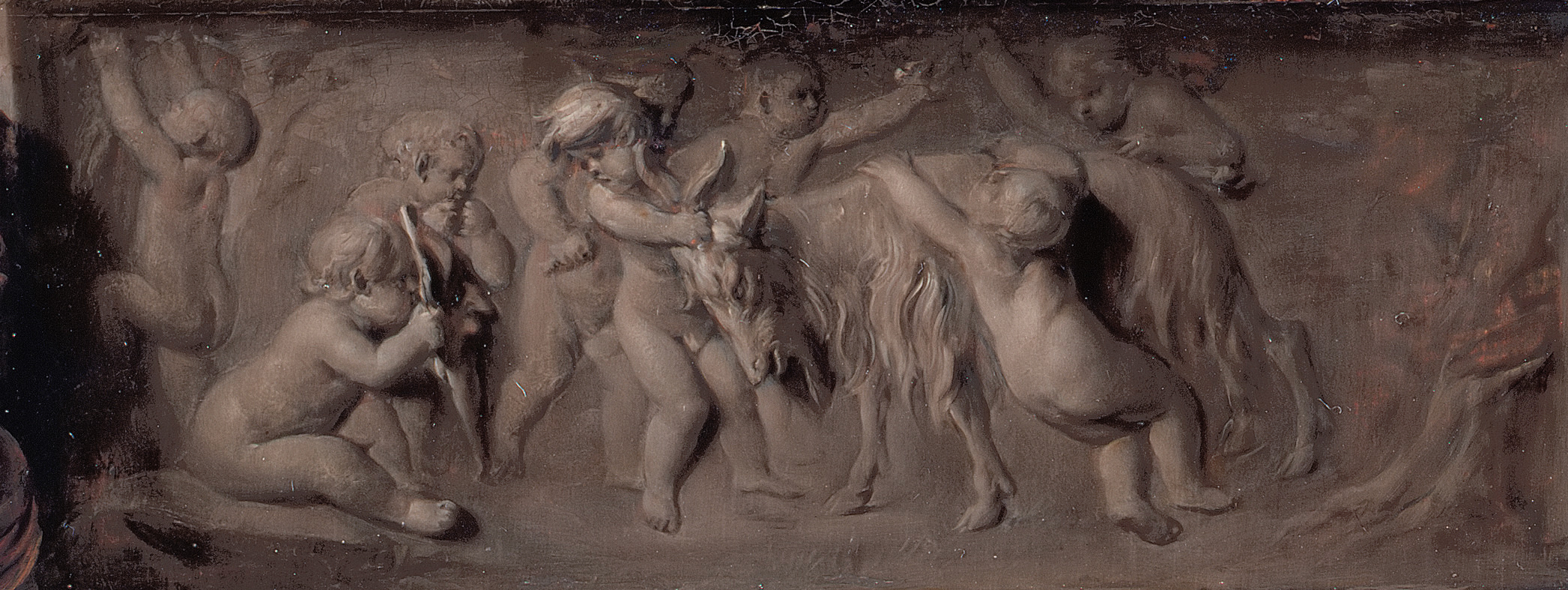
Grisaille du relief de Duquesnoy

Comme son professeur Rembrandt avant lui, Dou a créé plusieurs autoportraits, probablement sur commande de clients spécifiques qui possédaient plusieurs de ses œuvres. On en connaît aujourd'hui une dizaine. Celui-ci est entré dans la collection du MET grâce au legs de Benjamin Altman en 1913.
Ce tableau de Dou a été documenté par Hofstede de Groot en 1908, qui a écrit : 

« 283. Portrait du peintre. Il se tient debout à une fenêtre, tenant une palette et des pinceaux dans sa main gauche, et tournant avec sa droite les pages d'un grand livre posé sur le rebord. Il semble avoir une quarantaine d'années. Il porte un gilet brunâtre à manches, un manteau bleu foncé brodé de dentelles dorées et une casquette bleu clair. Un rideau pend sur le rebord de la fenêtre, couvrant en partie le relief bien connu de Duquesnoy représentant des enfants jouant avec un bouc, qui se trouve sous la fenêtre. Au premier plan se trouve un pot de soucis. Une vigne pousse sur un côté de la fenêtre, où est suspendue une cage à oiseaux. À l'arrière-plan se trouve un chevalet avec un parapluie ouvert sur le dessus. "Un très beau et intéressant tableau. »

— Ernst Wilhelm Moes,.
Le relief de Duquesnoy a été utilisé à plusieurs reprises par Dou dans d'autres peintures de balcon :

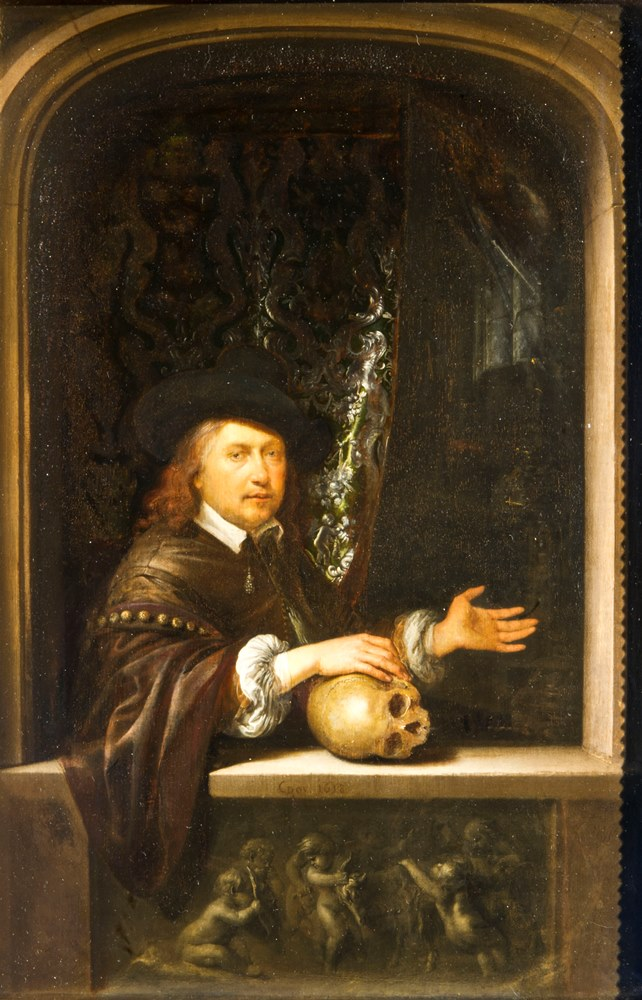
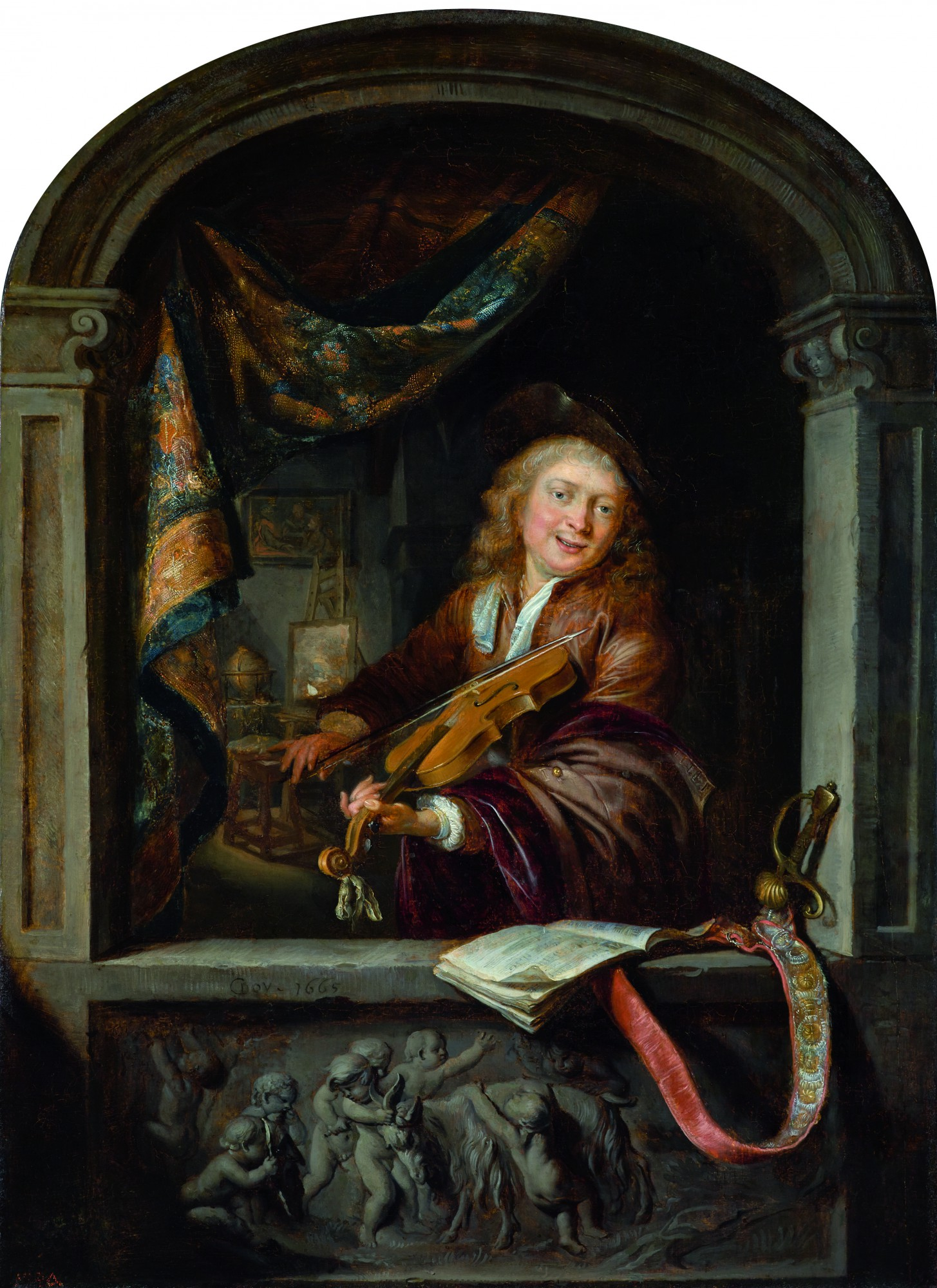
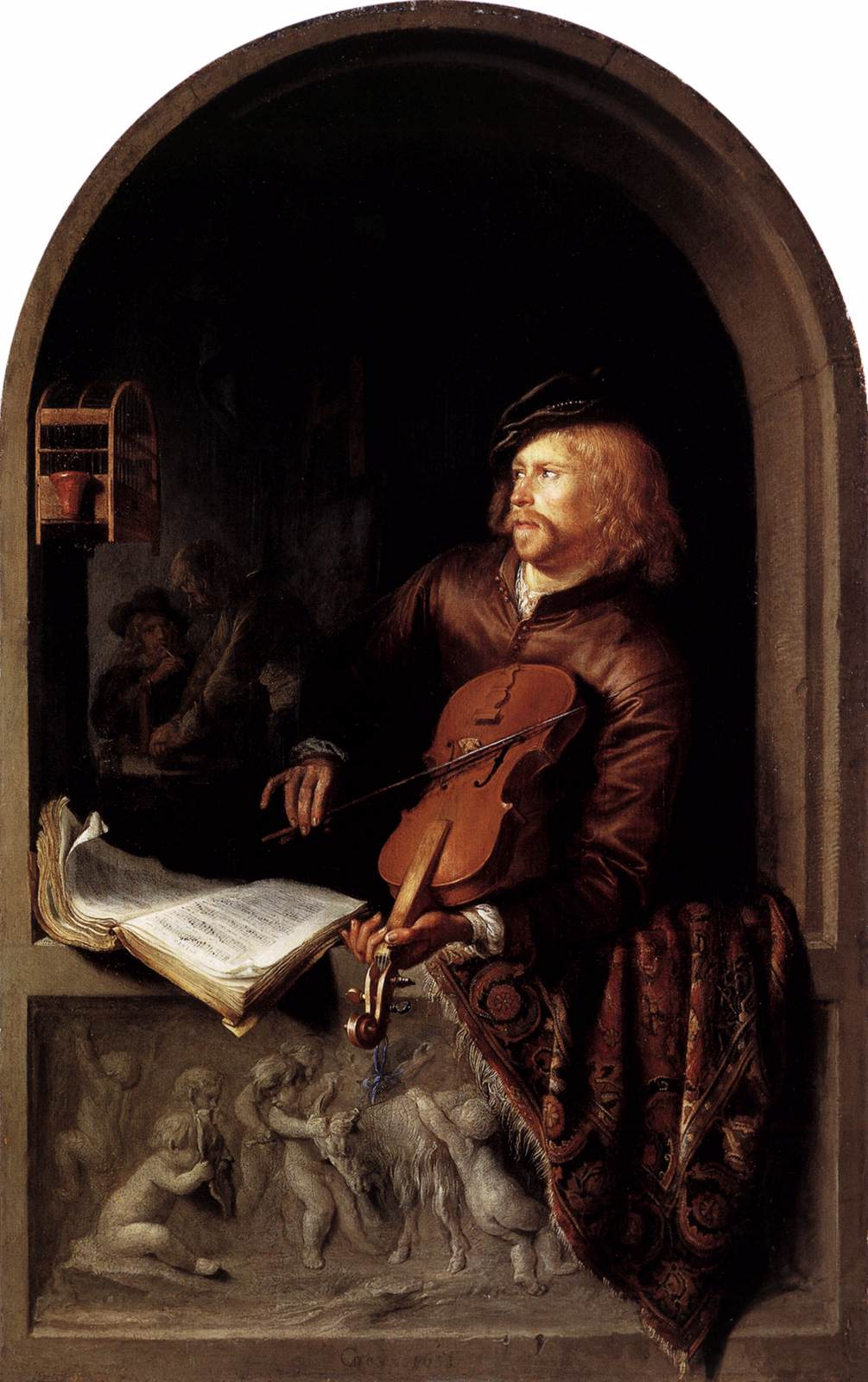
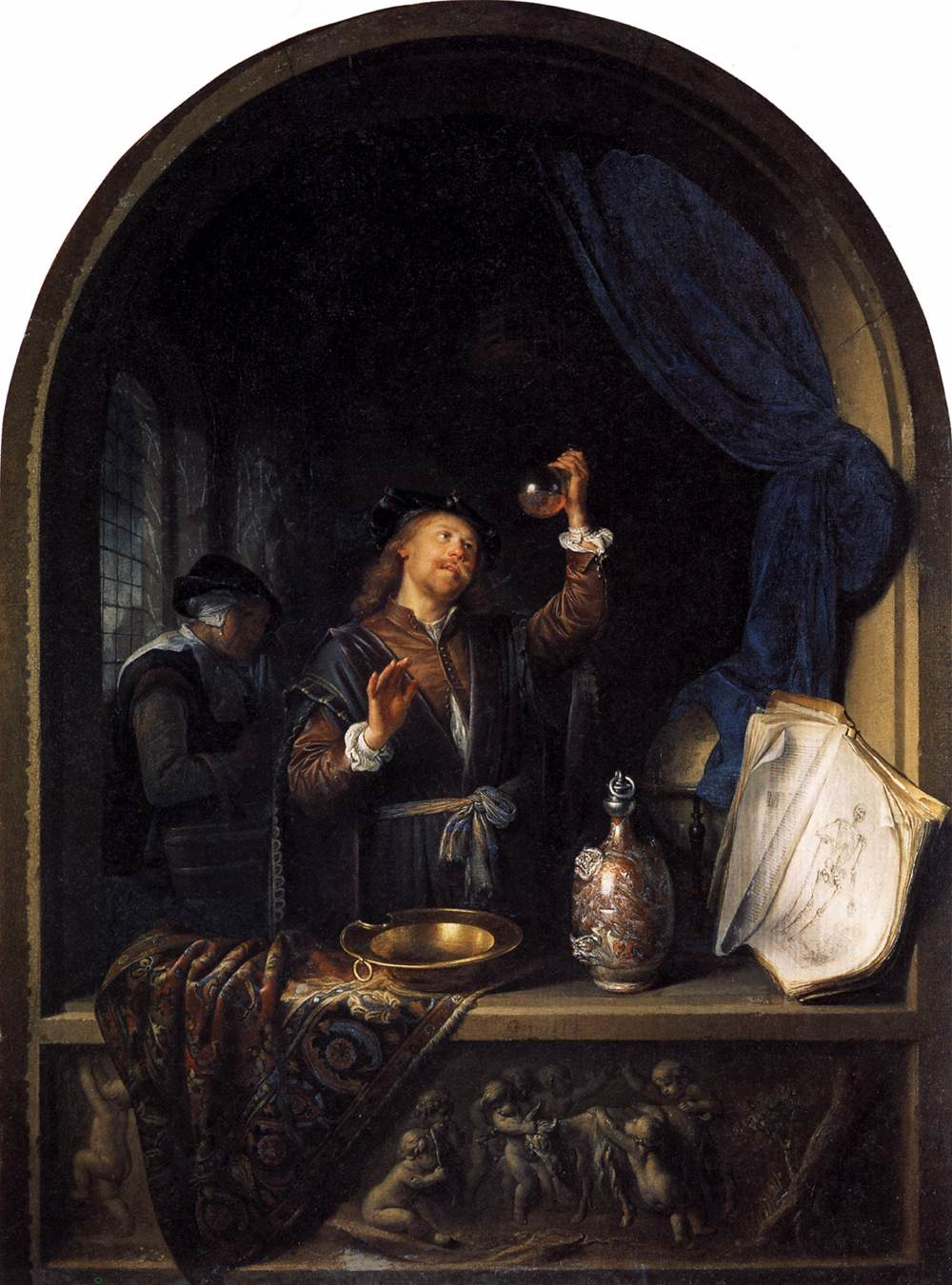
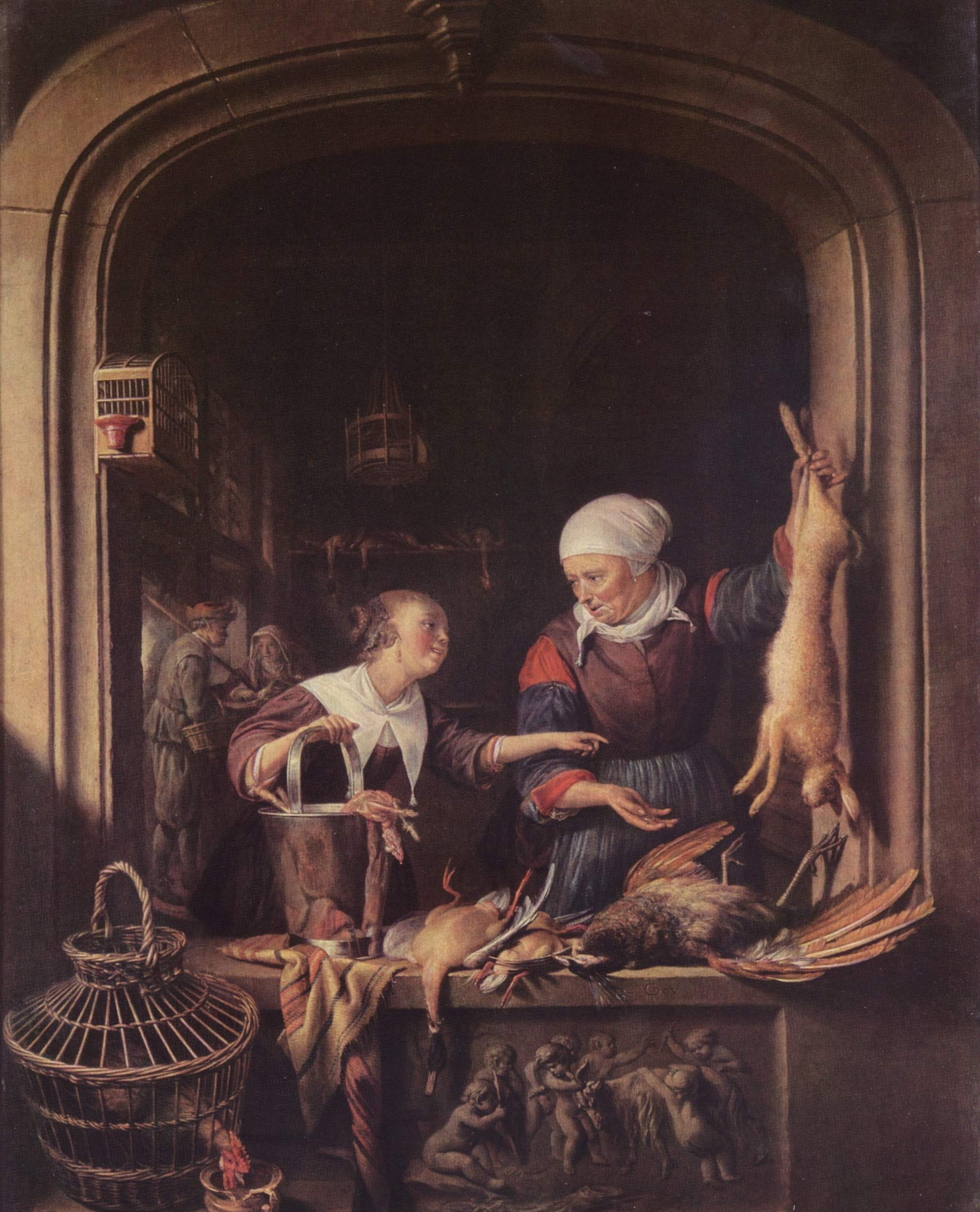
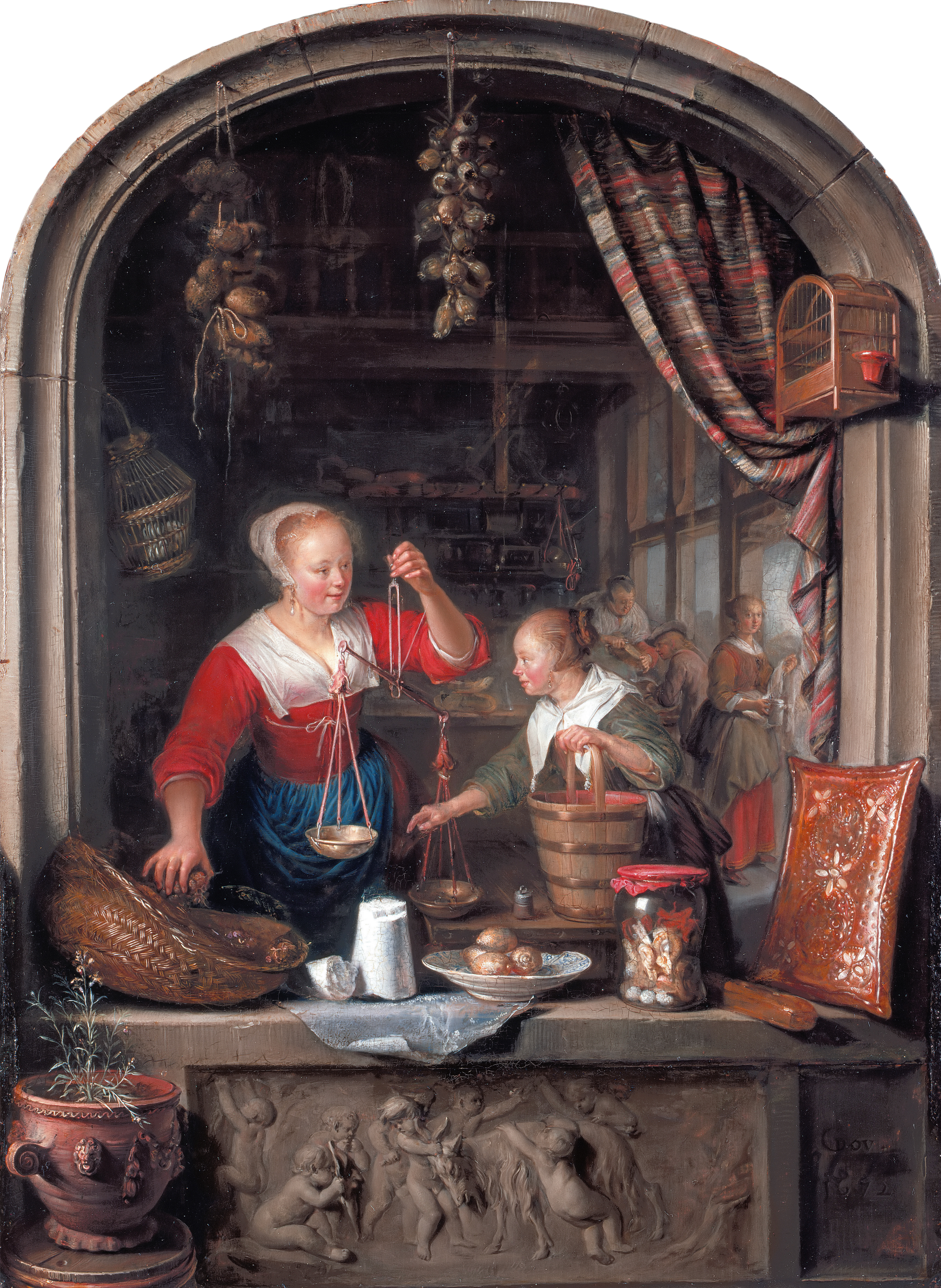

## Influence ultérieure
Ce tableau a été copié par Etienne Compardel, et c'est peut-être cette version qui a servi d'exemple à Jacobus Houbraken pour le dictionnaire des peintres de son père. Arnold Houbraken admirait tellement Dou qu'il commença son deuxième volume de biographies de peintres intitulé Schouburgh avec sa biographie, l'appelant ainsi que son contemporain Bartholomeus van der Helst « deux lumières directrices dans les arts » et illustrant leurs portraits avec deux mèches allumées.

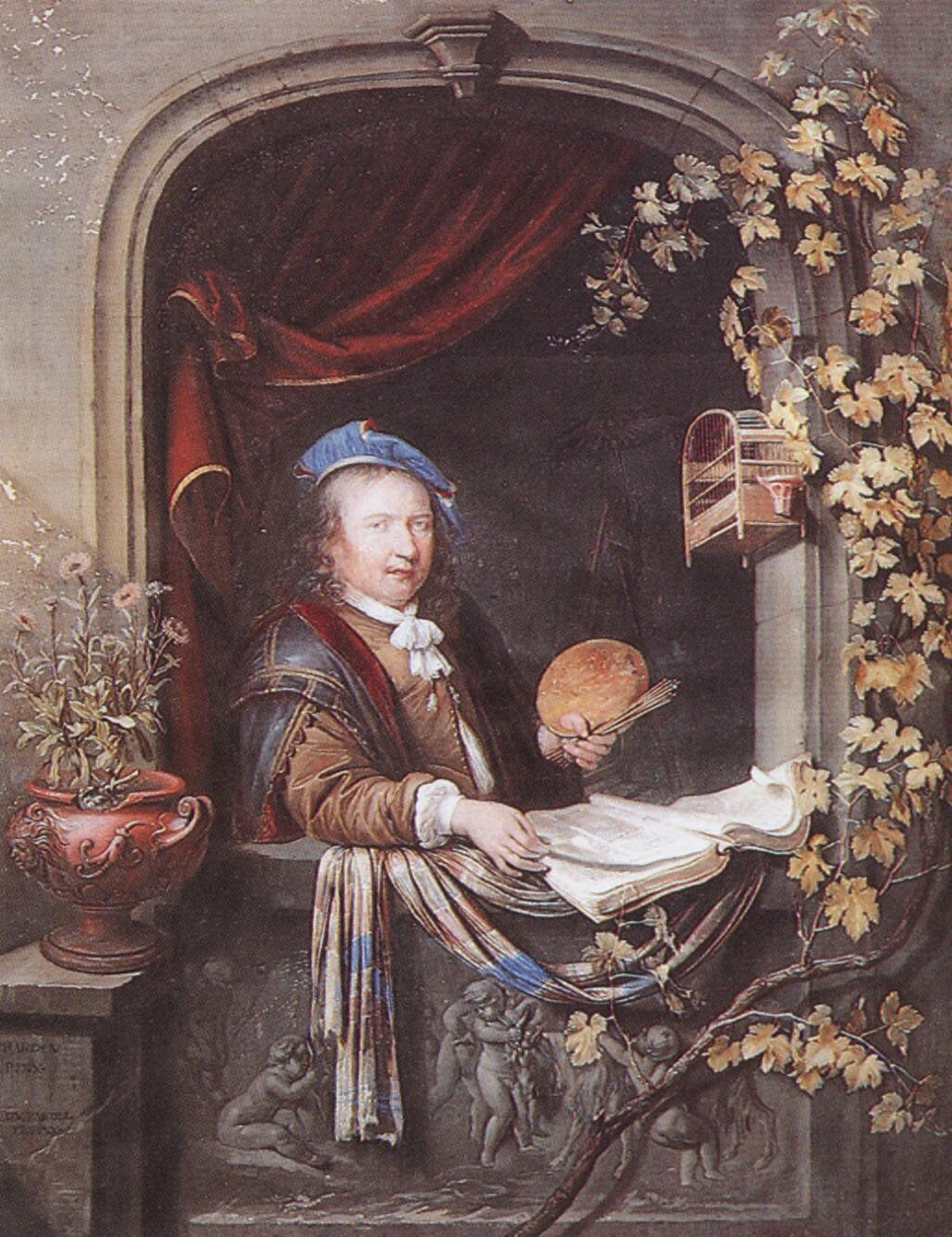
Copie miniature de Compardel.
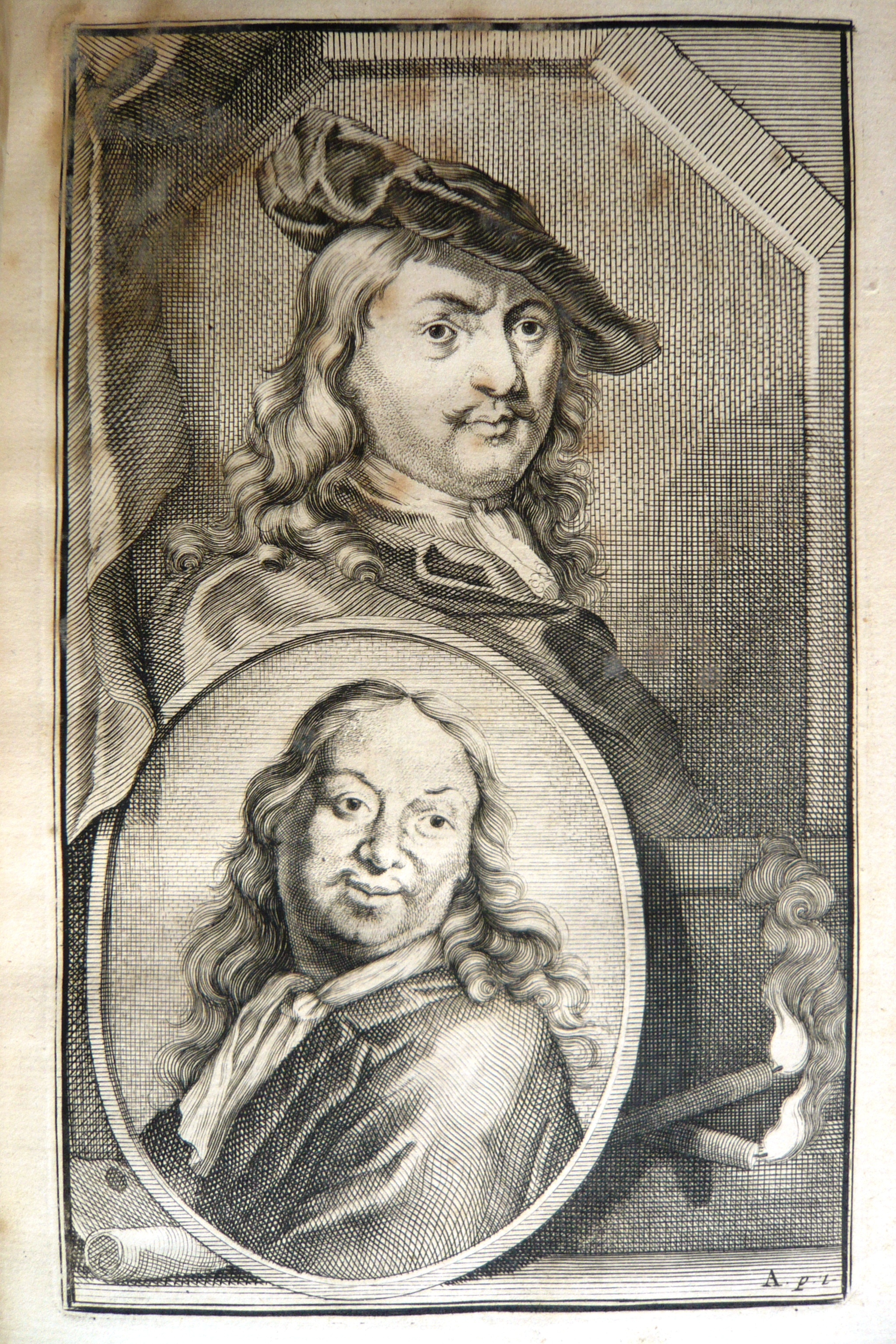
Portraits de Dou et Van der Helst par Jacobus Houbraken.